# De hond en de mus
De hond en de mus is een sprookje, opgetekend door de gebroeders Grimm in hun Kinder- und Hausmärchen als KHM58. De oorspronkelijke naam is Der Hund und der Sperling.

## Het verhaal
Een baas laat zijn herdershond honger lijden en de hond gaat weg. Hij ontmoet een mus en deze neemt hem mee naar de stad. De mus haalt vlees en brood voor de hond en ze wandelen buiten de stad. De hond valt in slaap en de mus zit op een tak als een voerman met een kar met drie paarden komt aangereden. Hij vervoert twee vaten wijn en rijdt de hond dood, maar de mus heeft geroepen dat hij een arm man zou worden. De mus pikt aan een spongat en de wijn loopt uit het vat. De voerman ziet dat de wagen lekt en de mus pikt de ogen van de paarden uit.
De voerman wil de mus doden met zijn bijl, maar slaat per ongeluk zijn eigen paard dood. Ook het tweede vat wijn wordt door de mus geleegd en de voerman doodt per ongeluk ook zijn andere paarden met zijn bijl. De dieren zijn dood en de wagen moet hij laten staan, als hij thuiskomt vertelt zijn vrouw dat er veel vogels op zolder zitten. De vogels eten al de tarwe op, maar de mus vindt dat de man nog niet arm genoeg is. De man gooit zijn bijl naar de mus, maar gooit daarmee zijn eigen ramen in.
De man slaat dan zijn kachel stuk en alle huisraad volgt. Hij pakt de mus en zijn vrouw vraagt of ze het dier zal doodslaan, maar dit is niet gruwelijk genoeg voor de man. Hij wil hem verslinden en eet de vogel in een hap op. De vogel komt met zijn kop nog uit de mond van de man en deze laat zijn vrouw met de bijl slaan. Ze raakt de voerman en deze valt dood, terwijl de vogel wegvliegt.

## Achtergronden bij het sprookje
- Het sprookje komt uit Zwehrn in Nederhessen.
- Er is ook een Vlaamse en Oudfranse variant van het sprookje bekend.
- Avonturen van dieren worden ook beschreven in Het gespuis (KHM10), Van het muisje, het vogeltje en de braadworst (KHM23), Meneer Korbes (KHM41), De dood van het hennetje (KHM80) en De broodkruimels op de tafel (KHM190).
- Een afgedankte hond komt ook voor in De Bremer stadsmuzikanten (KHM27) en De oude Sultan (KHM48).
- Een mus komt ook voor in De mus en zijn vier kinderen (KHM157).